# Benjamin Bertin
Benjamin Bertin (zm. 1721) był holenderskim dyplomatą.
Służył jako sekretarz holenderskim posłom w Wielkiej Brytanii: van Vrijbergenenowi (1657-1711)  i Ph. J. van Borssele van der Hooghe.
Dwukrotny Chargé d’affaires (zaakgelastigde) Holandii w Londynie; w latach 1705-1714 i 1716-1717.